# 闊步鰺
闊步鰺（学名：Caranx lugubris），又稱黑鰺、甘仔魚，為輻鰭魚綱鱸形目鱸亞目鰺科的其中一個種。

## 分類及命名
本魚分類歷史非常複雜，該物種首先被誤稱為Scomber adscensionis（Osbeck，1771），它也被用來描述現在所謂的Pseudocaranx dentex。Georges Cuvier在1833年將該物種描述為Caranx ascensionis。然而，目前已知的物種，首先是古巴動物學家費利佩·波伊在他的兩部作品《古巴自然歷史古蹟》或《古巴島自然歷史》中科學描述的。他將該物種分類至Caranx屬，並給出了拉丁語特有的lugubris加詞，意思是「悲傷」。雖然描述的基礎是來自古巴的一種魚，但該物種沒有任何模式種。Poey最初將他的物種描述為與Cuvier的C. ascensionis不同，然而他後來將C. lugubris和另一個他命名為C. frontalis的物種與C. ascensionis同義。在後來的工作中，Poey再次將這三個名字列為同義詞，但將C. lugubris視為有效，並指出Cuvier的名字也被用於Pseudocaranx dentex。大多數後來的分類修訂支持Poey的判斷。 William Smith-Vaniz和John Randall於1994年向ICZN提出了一項建議，正式將C. lugubris定為物種名稱，於1996年被接受。

## 分布

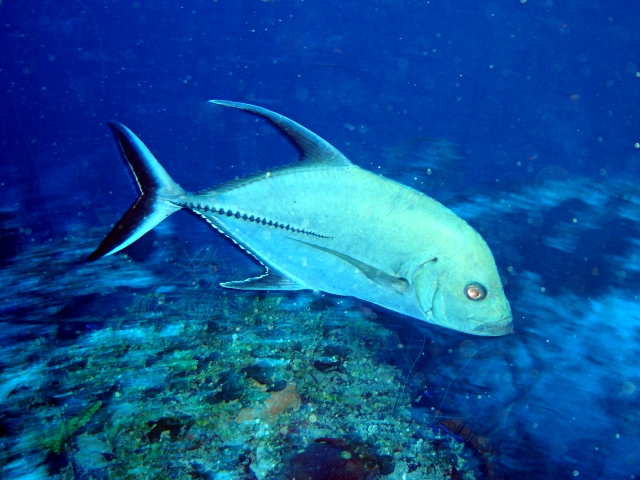
在珊瑚礁巡游的闊步鰺

本魚廣泛分布於全球各大洋之熱帶及亞熱帶海域。

## 深度
水深12至135公尺。

## 特徵
本魚體呈橢圓形而側扁，背側輪廓比腹側輪廓更凸，這種凸起在頭部最明顯，其向下傾斜，使頭部輪廓具有棱角的外觀。與同屬的其他成員相比，嘴巴相當大，上頜骨延伸到魚眼的中心。上頜包含一系列堅固的外部犬齒，內部帶有較小的牙齒，而下顎包含一排寬間隔的錐形牙齒。幼魚體色較銀白，成魚體成灰黑色，側腺直走部長度大於弧形部約1/3；胸鰭向後延長，可達臀鰭第十軟條上方。第一背鰭有硬棘8枚，第二背鰭有條20至21枚；臀鰭有硬棘2枚，軟條約17至19枚。體長可達75公分，體重可達17.9公斤。

## 生態

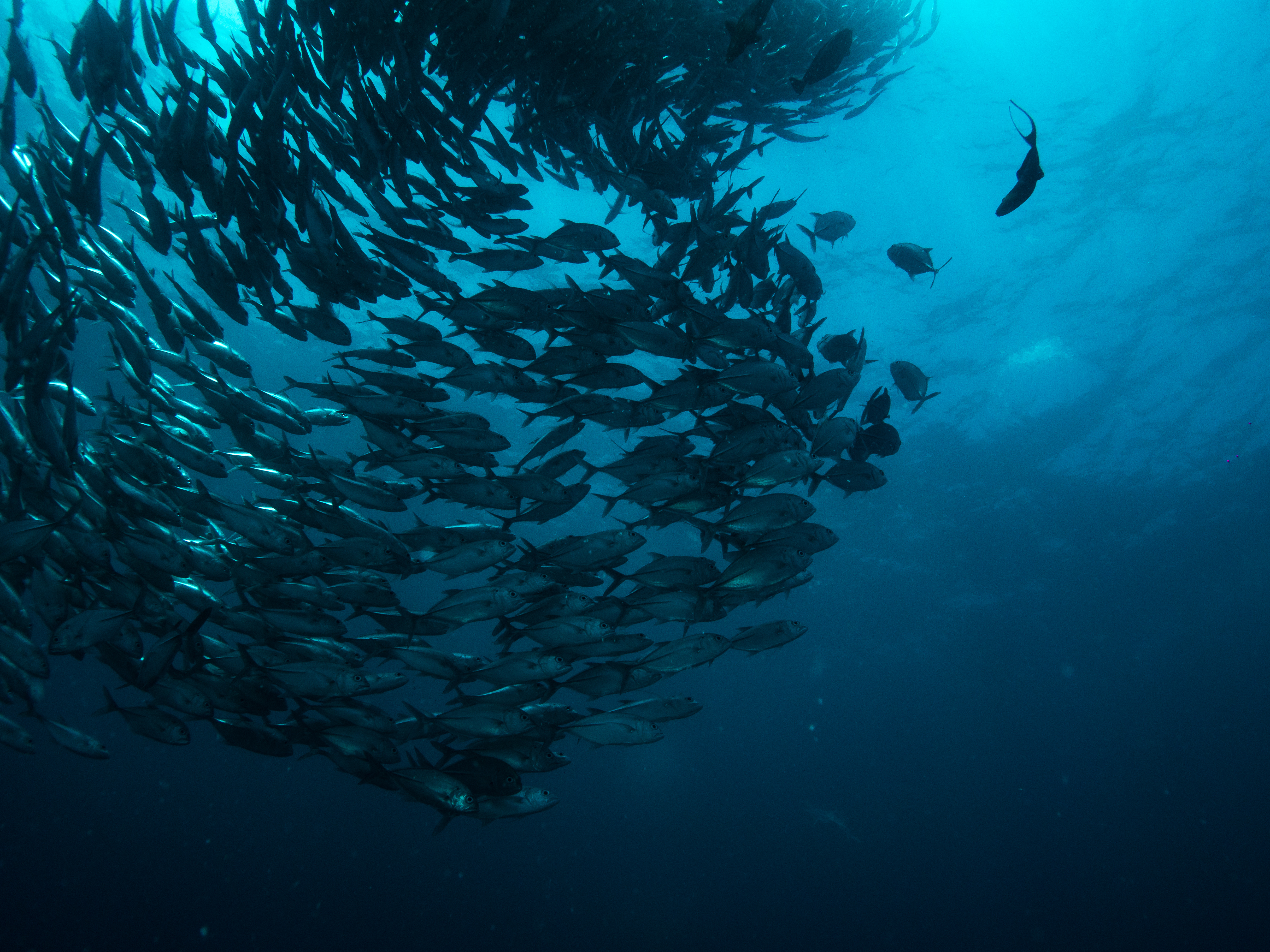
成群的闊步鰺

本魚為亞熱帶或熱帶海域的兇猛掠食性魚類，單獨或成群活動，幼魚以魚類或甲殼類為食。成魚幾乎都以魚類為食。雄魚及雌魚比例為1：0.55，表明雄性幾乎是雌性的兩倍。雌性為34.6公分，雄性為38.2公分達性成熟，產卵的時間尚不清楚，發生在2月，4月，5月和7月至9月。

## 經濟利用
為具有商業價值的食用魚，通常用鉤釣或圍網捕獲，通常以生鮮、醃製或曬乾販售，幼魚美味，成魚肉甚硬，只能做生魚片，不過具有雪卡魚毒的紀錄。